# Inevitable (canción de Samo)
«Inevitable» es el segundo sencillo del álbum debut Inevitable del cantante mexicano Samo. Fue lanzado en las radios el 12 de septiembre de 2013.

## Composición y lanzamiento
El sencillo fue compuesto por Samo y Rafa Vergara. El 4 de septiembre de 2013 Samo anuncia vía Twitter que el segundo sencillo del álbum sería «Inevitable». El 9 de septiembre de 2013 se sube a su cuenta oficial en Youtube el audio del sencillo. El 12 de septiembre de 2013 expresa en su Twitter que el tema es lanzado oficialmente en las radios.
Sobre el tema, el cantante expresó que es su tema favorito del disco y argumentó: «Es uno de los temas que me encantan, que me apasionan, que me llenan de mucha energía y fuerza. La elegimos como título del álbum y engloba perfectamente el sentimiento del disco. En esos momentos en que te puedes sentir débil o vulnerable, o puedes pensar que las cosas y las metas no las vas a alcanzar, que lo negativo puede llegar a consumirte, esta canción es un himno para dejar atrás esos episodios de soledad, de espera, de lágrimas, de dolor. Cuando la canto me siento un guerrero. Tiene mucha fuerza, el arreglo es enorme. Me encantan los arreglos de cuerdas y me llevan a visualizar lo que quiero en el show. Me lleva a volar muy alto».

## Lista de canciones
- Descarga digital

| Inevitable — Single |              |          |  |
| N.º                 | Título       | Duración |  |
| 1.                  | «Inevitable» | 3:41     |  |

- Sencillo en CD

| — Sencillo en CD - Edición estándar |              |          |  |
| N.º                                 | Título       | Duración |  |
| 1.                                  | «Inevitable» | 3:41     |  |

| — Sencillo en CD - Bonus DVD |                        |          |  |
| N.º                          | Título                 | Duración |  |
| 1.                           | «Inevitable» (en vivo) | 3:41     |  |

## Video musical

### Desarrollo y lanzamiento
El video fue dirigido por José Calvano y contó con la participación de seis bailarines. Fue grabado en algunas calles del microcentro de la Capital Federal, en Puerto Madero y en la localidad de Haedo. En septiembre de 2013 Samo visita Argentina con motivo de promoción de su nuevo disco, donde anuncia la grabación del video musical en dicho país. El cantante explicó que ya estaba «hablando con algunos directores para grabar, quiero que sea un video realmente aspiracional, donde pueda la gente entender que debemos luchar por nuestros sueños, que cuando hay pasión por las cosas, se pueden lograr. Quiero que de verdad sea un video muy sencillo, pero que la gente entienda el mensaje claro de la canción».
El 6 de octubre de 2013 sube a su Twitter oficial una foto, subida en su cuenta de Instagram, mostrando un adelanto del video junto con el hashtag #InevitableVideoClip. El 8 de octubre de 2013 estrenó el video en su cuenta oficial en VEVO.

### Sinopsis
El video musical comienza con una imagen de la ciudad de Buenos Aires, sigue con la primera imagen de Samo, caminando por las calles de la misma. Se ven músicos tocando violines al ritmo de la canción y se ve por primera vez el rostro del cantante, usando un tapado negro y su característico sombrero estilo fedora. Comienza a interpretar el primer verso de la canción mientras esta en un callejón, paso siguiente comienza a interpretar, junto a seis bailarines vestidos de manera similar a él, una coreografía. En el video se pueden ver diferentes escenas que se intercalan, algunas de él caminando por la ciudad, observando el Puente de la Mujer, bailando en diferentes escenarios de la ciudad, así como también otras escenas de los bailarines realizando la coreografía. El video musical termina con una última escena en la que tanto Samo como los bailarines terminan la coreografía.

## Posicionamiento

### Listas
| País   | Organismo      | Lista   | Mejor posición |
| 2013   | 2013           | 2013    | 2013           |
| ------ | -------------- | ------- | -------------- |
| México | Monitor Latino | Top Pop | 9              |